# Requiem Æternam
«Requiem Æternam» (укр. Упокій вічний) — це молитва, що використовується в римо-католицькій церкві, у якій просять Бога про звільнення душ вірних із чистилища.

## Латинський текст
Réquiem ætérnam dona eis (ei) Dómine;
et lux perpétua lúceat eis (ei).
Requiéscant (Requiéscat) in pace.
Amen.

## Український текст
Вічне спочивання даруй їм (йому, їй), Господи,
і світло віковічне нехай їм (йому, їй) світить.
Нехай спочивають (спочиває) у мирі.
Амінь.